# London South Bank University
London South Bank University er et universitet i London. Det blev grundlagt som Borough Polytechnic Institute i 1892. I 1971 ændrede det navn til Polytechnic of South Bank, og i 1989 til South Bank Polytechnic. I 1992 fik det universitetsstatus og fik navnet South Bank University; dette blev ændret til det nuværende navn i 2003. 
Universitetet omfatter National Bakery School, som blev grundlagt i 1894 og er den ældste bagerskole i Storbritannien. 
Hovedcampus ligger i The Borough, omkring fem minutters gang fra South Bank. To mindre campuser ligger på Whipps Cross Hospital i Waltham Forest og Harold Wood Hospital i Havering.
51°29′53″N 0°06′05″V / 51.4981°N 0.1015°V